# Wildkraut

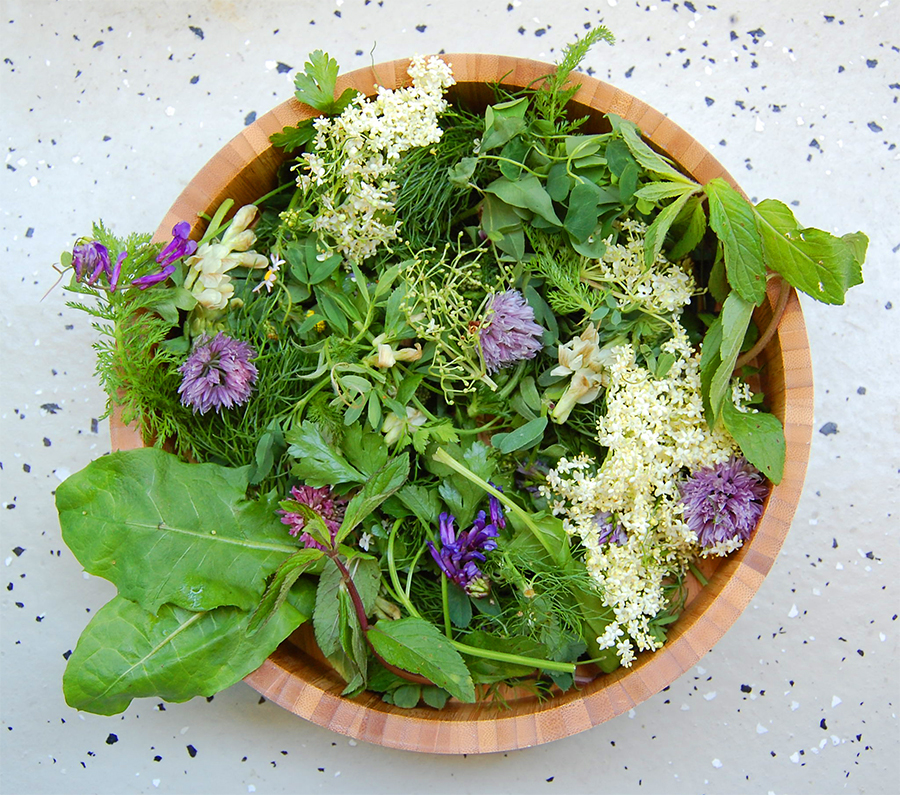
Schüssel mit essbaren Wildkräutern

Der Begriff Wildkräuter bezeichnet krautige Wildpflanzen (im Gegensatz zu den züchterisch beeinflussten Kulturpflanzen), vor allem in der direkten Umgebung des Menschen, in Gärten, Ackerland und Saumbiotopen. Der Begriff wird verwendet, um die Nutzbarkeit der Pflanze zu betonen und, ähnlich wie der neutrale Ausdruck „Beikraut“, gelegentlich als Synonym für den Ausdruck Unkraut verwendet, um dessen sehr negativen Beiklang zu vermeiden.

## Begrifflichkeiten
Verwendung des Begriffs Wildkraut
- als Ersatz für den Begriff „Unkraut“, und in diesem Sinne synonym zu den Begriffen
  - Beikraut, sofern von Pflanzen die Rede ist, die in Konkurrenz zu Kulturpflanzen wachsen, und
  - Ackerwildkraut, vor allem auch im Rahmen des Naturschutzes, mit der gleichen Einschränkung wie bei "Beikraut",
- für wild wachsende Kräuter, die als Nahrungspflanzen des Menschen dienen, und somit als Oberbegriff für
  - Wildgemüse oder in Abgrenzung zu diesem für Kräuter, die eher nur in geringerer Menge in der Küche verwendet werden,[2]
  - Küchenkräuter, die eher in geringer Menge eingesetzt werden, da sie würzenden Charakter haben, und
  - Heilkräuter, denen spezielle medizinische Funktionen zugeschrieben werden.

Wild gesammelte Früchte und Beeren oder Pilze werden nicht als Wildkräuter bezeichnet.

## Wildkräuter in der Ernährung
Unter dem Begriff Wildkräuter werden in der Küche und in Rezeptsammlungen die Pflanzen zusammengefasst, die zum Verzehr geeignet und nicht züchterisch bearbeitet sind, sondern im jeweiligen Land heimisch sind, also auf Wiesen und Äckern oder in Flussauen und Wäldern gedeihen. Auch wenn solche Pflanzen gefördert oder gärtnerisch angebaut werden, ist es noch üblich, von Wildkräutern zu reden, solange sie nicht züchterisch verändert sind. Beispielsweise können die Blüten des Gänseblümchens oder die Blätter des Gewöhnlichen Löwenzahns für Salate verwendet werden, Bärlauch ist als Würzbeigabe geeignet, Brennnesseln können wie Spinat verarbeitet werden.
Die Nutzung von Wildkräutern ist seit vorgeschichtlichen Zeiten üblich gewesen, meist aber schlecht historisch dokumentiert, da sie nur selten in Urkunden erwähnt wurde. Die traditionelle Nutzung erfolgte im Rahmen der Subsistenzwirtschaft, meist durch die arme, bäuerliche Landbevölkerung. In jüngerer Zeit war sie vor allem in Kriegs- und Notzeiten üblich und wurde etwa in Deutschland von staatlicher Seite in beiden Weltkriegen im Rahmen der Autarkiebestrebungen propagiert. Seit den 1980er Jahren erlebt die Nutzung von Wildkräutern eine Renaissance im Rahmen der Umweltbewegung, nun vor allem durch reichere, gut ausgebildete Städter. Hintergrund ist die Sehnsucht nach einfachem, naturbestimmtem Leben. Schwerpunkte sind, neben Vegetariern, Anhänger der „Slow Food“-Bewegung. Da die Kenntnis und Nutzung von Kräutern kulturell eher als weiblich konnotiert ist, überwiegen Frauen gegenüber den Männern. Auch im Rahmen der sogenannten Steinzeitküche oder bei Survival-Anhängern wird die Kenntnis von Wildkräutern naturgemäß besonders hoch geschätzt. Zahlreiche Seminare und Fortbildungen vermitteln, neben Rezepten, auch die notwendige Artenkenntnis. Auch wenn Wildkräuter ein gesundes Image haben, kann es bei unsachgemäßer Nutzung zu Gesundheitsschäden kommen. So warnt der Nahrungsmittel-Aktivist Udo Pollmer vor „grünen Smoothies“ aus Wildkräutern.
Obwohl Wildkräuter auf Wochenmärkten gehandelt werden, ist in der Regel das Angebot im Handel gering. Probleme bereitet hier die Standardisierung und Qualitätskontrolle. Ein Anbau findet allenfalls als Nischenprodukt in geringem Umfang statt. Ein kleinerer deutscher Anbieter, der sich zwischenzeitlich am Markt etabliert hatte, hat dieses Geschäftsfeld inzwischen aufgegeben.
Die Wildkräuter schmecken in der Regel intensiver als die gezüchteten Sorten. Es gibt auch einige Geschmacksvarianten, für die es derzeit keine Entsprechung bei Kulturpflanzen gibt, wie die von Sauerampfer, da dieser bisher nicht in Kultur genommen wurde (die im Handel als „Sauerampfer“ angebotene kultivierte Pflanze ist der Garten-Ampfer). Man kann ohne großen Aufwand im Garten eine entsprechende Wiese mit den bevorzugten Wildgemüsesorten einsäen. Der Pflegeaufwand beschränkt sich auf die Ernte und eine Mahd im Spätsommer. Allerdings werden immer nur die Wildkräuter gut gedeihen, deren Standortansprüche durch die individuell dort vorhandenen Bedingungen wie Bodenbeschaffenheit, Wärme, Feuchte, Lichtverhältnisse usw. ausreichend befriedigt werden.
Neben den Wildkräutern, die den Speiseplan bereichern können, gibt es auch zahlreiche Heilkräuter, deren Wirksamkeit nachgewiesen ist. Dazu zählen unter anderem die Kamille, das Johanniskraut und die Schafgarbe, die man auf Magerwiesen finden oder ebenfalls im Garten selbst anbauen kann.
Um die von zu trocknenden Kräutern zur Fütterung von Hausrindern ausgehenden Brandgefahren zu mindern, wurden Anfang des 19. Jahrhunderts baupolizeiliche Verordnungen hinsichtlich zur Brandverhütung in Textform erlassen. Beispielsweise erließ die herzoglich-nassauische Regierung im November 1826 eine solche Verordnung für ihr Herrschaftsgebiet.

## Wildkräuter als Unkräuter

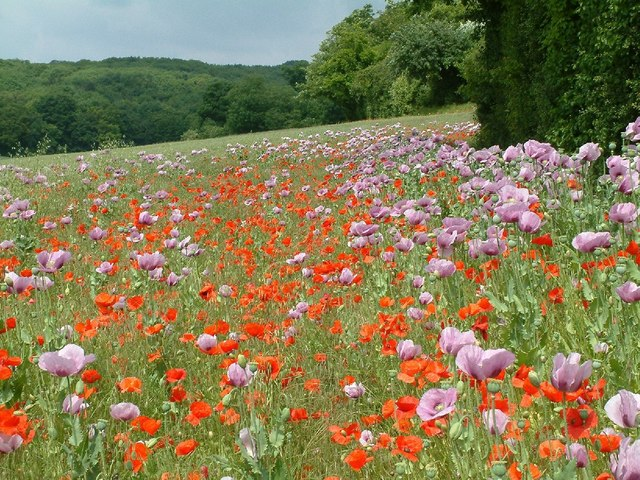
Eingesäter Blühstreifen mit verschiedenen Mohnarten in England

Traditionell als Konkurrenten der Nutzpflanzen von den Landwirten erbittert bekämpft, sind heute selten gewordene Ackerwildkräuter zum Schutzobjekt des Naturschutzes geworden. Zu ihrer Förderung werden spezielle Feldflorareservate eingerichtet; sogenannte Buntbrachen und Blühstreifen, die auf Äckern in die Bewirtschaftung eingeschaltet werden, sollen die Wildkräuter besonders unterstützen. Neben dem allgemeinen Ziel der Erhaltung der Biodiversität der Agrarlandschaft sollen damit auch Nützlinge, wie zum Beispiel Wildbienen, gefördert werden.
Durchgesetzt hat sich der Begriff Wildkräuter, anstelle von Unkräutern, für die Spontanvegetation auf befestigten Flächen, zum Beispiel in Mauerfugen und Pflasterritzen. Im Agrarbereich bevorzugen auch einige eher ökologisch ausgerichtete Autoren den Begriff Unkräuter. In Gärten sind beide Ausdrücke je nach Kontext gängig, der Ausdruck Wildkraut wird inzwischen auch von Institutionen wie dem Industrieverband Agrar und dem Verband Wohneigentum akzeptiert.